# Henä (Band)
Henä ist eine Schweizer Mundart-Band aus dem Bieler Seeland, die 2016 von Sänger und Songwriter Heinrich «Henä» Müller (* 1969) gegründet wurde. Die Band ist bekannt für ihre Texte in Berndeutsch sowie der musikalischen Mischung aus Pop, Rock und akustischen Elementen.

## Geschichte
Henä veröffentlichten 2016 das Debütalbum Mängisch, das Platz 8 der Schweizer Albumcharts erreichte. 2017 folgte das zweite Album Weniger isch meh, ebenfalls mit Charterfolg (Platz 6). Das dritte Album Wart schnäu erschien im Jahr 2021 und landete auf Platz 2 der Schweizer Albumcharts.
2024 veröffentlichte die Band mehrere Singles, darunter Casa Alma, Null Komma Nüt und Jedes mau. Im Jahr 2025 folgte die Single U När?. Die Texte behandeln Alltagsgeschichten, gesellschaftliche Beobachtungen und persönliche Erfahrungen – stets mit einem Augenzwinkern und im Dialekt.

## Stil
Henä tritt sowohl als vollständige Band mit vierköpfiger Bläsersektion, Piano, Gitarre, Bass und Schlagzeug als auch in akustischer Unplugged-Formation auf (Henä Unplugged). Diese zwei verschiedenen Formationen ermöglicht Auftritte auf grossen Bühnen wie auch bei kleineren Veranstaltungen. 
In der Band-Formation kombiniert Henä mehrstimmige Vocals, Bläserarrangements, Piano-Begleitungen, verzerrte Gitarren, rhythmischen Bass und dynamisches Schlagzeugspiel. Die Formation unterstreicht die musikalische Bandbreite zwischen ruhigen Balladen und rockigen Mundart-Songs.
Die Unplugged-Formation legt den Fokus stärker auf die Songtexte sowie den akustischen Instrumenten. Mit zwei Akustik-Gitarren, mehrstimmigen Vocals und Horn-Section zeigt sich die Band hier von einer intimeren Seite.

## Diskografie

### Alben
- 2016: Mängisch
- 2017: Weniger isch meh
- 2021: Wart schnäu

### Singles
- 2015: Mängisch
- 2016: Märli
- 2017: Da Vinci
- 2018: Sunnesite
- 2018: Nr. 12
- 2020: Wägwiiser
- 2021: Jedi Füürwehr
- 2021: Robinson
- 2024: Jedes mau
- 2024: Null Komma Nüt
- 2024: Casa Alma
- 2025: U när?